# Benjamin Baillaud
Édouard Benjamin Baillaud (Chalon-sur-Saône, 14 febbraio 1848 – Tolosa, 8 luglio 1934) è stato un astronomo francese.

## Biografia
Dopo aver studiato all'École Normale Supérieure e all'Università di Parigi, ha lavorato come assistente all'Osservatorio di Parigi. Dal 1879 al 1908 è stato direttore dell'Osservatorio di Tolosa.
Ha dato notevole impulso al progetto Carte du Ciel, specializzandosi nella meccanica celeste, in particolare nei movimenti dei satelliti di Saturno.
È stato il presidente fondatore dell'Unione Astronomica Internazionale.

## Onorificenze
- Bruce Medal nel 1923.
- Gli è sono stati dedicati l'asteroide 11764 Benbaillaud [2] ed il cratere lunare Baillaud.